# Varinfroy

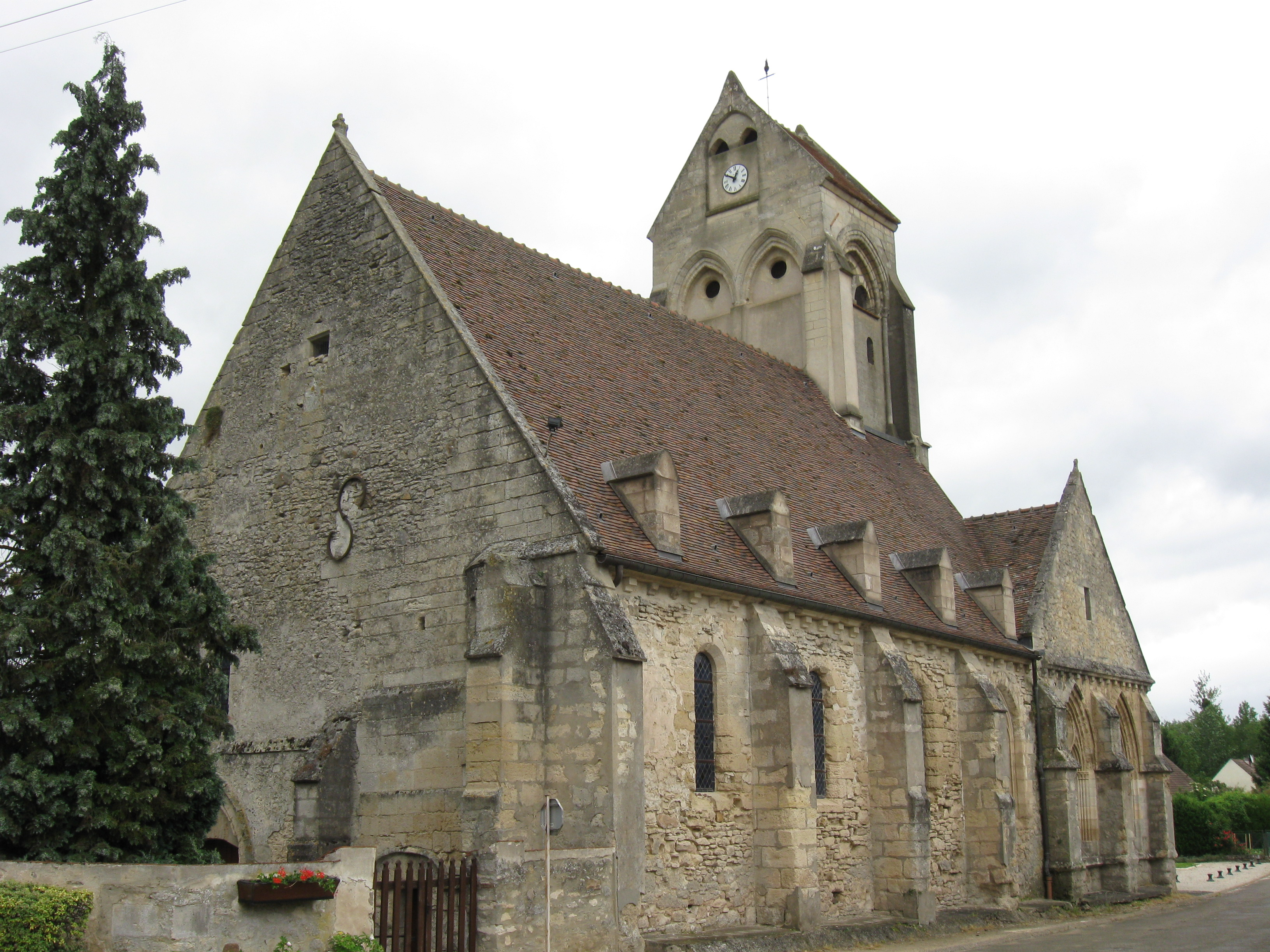
Kerk

Varinfroy is een gemeente in het Franse departement Oise (regio Hauts-de-France) en telt 252 inwoners (1999). De plaats maakt deel uit van het arrondissement Senlis.

## Geografie
De oppervlakte van Varinfroy bedraagt 3,0 km², de bevolkingsdichtheid is 84,0 inwoners per km².
De onderstaande kaart toont de ligging van Varinfroy met de belangrijkste infrastructuur en aangrenzende gemeenten.

## Demografie
Onderstaande figuur toont het verloop van het inwonertal (bron: INSEE-tellingen).